# 香港青少年軍事夏令營

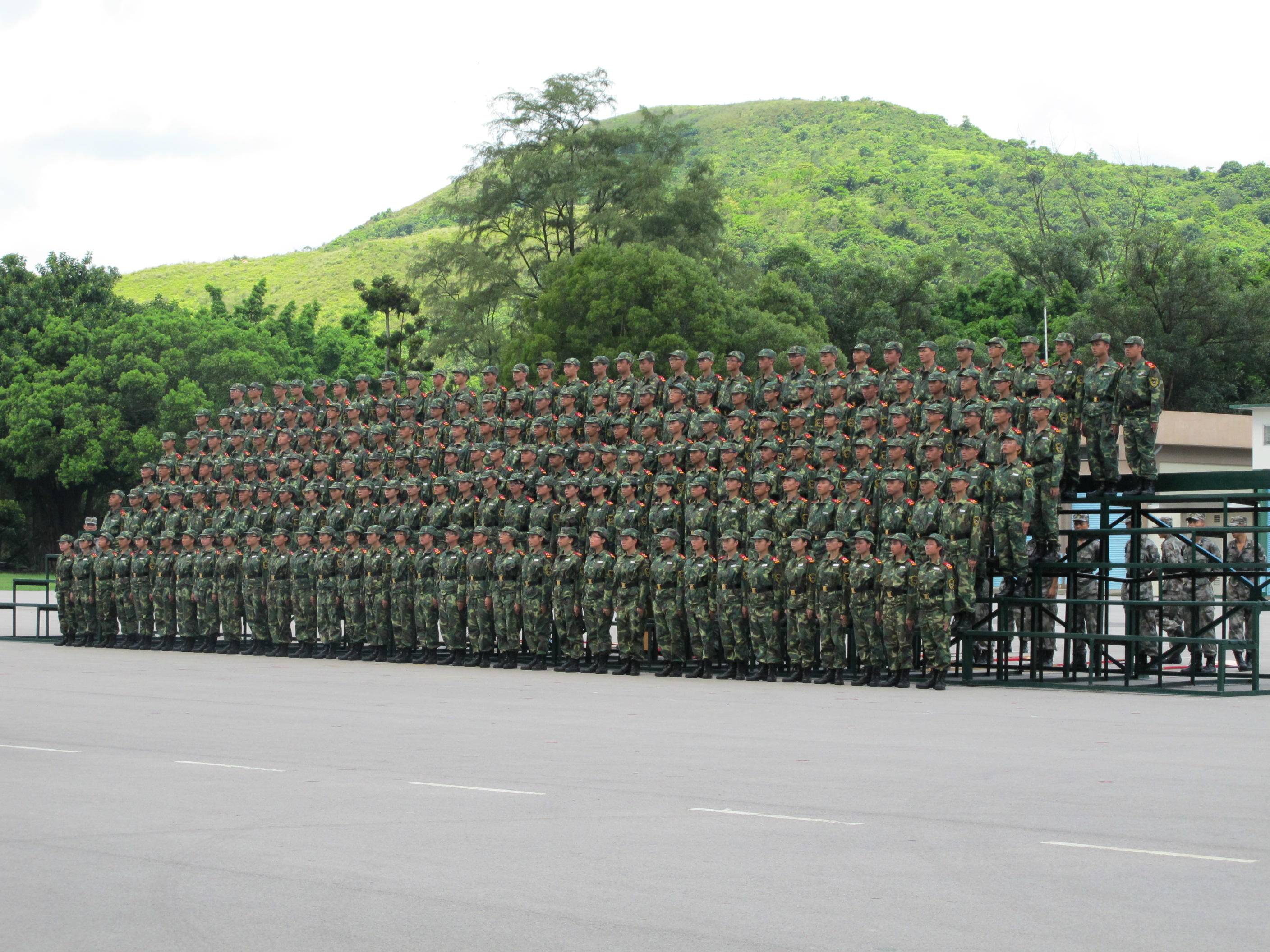
第六屆軍事夏令營

香港青少年軍事夏令營（英文：Military Summer Camp For Hong Kong Youth）是由香港教育局、中國人民解放軍駐香港部隊及羣力資源中心合作舉辨的國民教育活動，在每年暑假於新圍軍營舉行，旨在培育領袖人才。

## 簡介
香港青少年軍事夏令營由中國人民解放軍駐香港部隊、羣力資源中心及教育局聯合主辦，夏令營的舉辦構思最初由董趙洪娉提出。在夏令營中有軍事訓練、教育、德育講座及參觀活動等，藉此磨練學生的意志力，加強他們的國民意識，並且樹立正確的國防觀念。
夏令營是自2005年起每年七月在新圍軍營舉行，學員必須為中學三年級、四年級及六年級的學生，經過校長或者夏令營籌委會委員推薦，並且需進行面試才能夠參與。由第三屆開始容許女性學員參與。所有學生可以獲得15日免費的軍事訓練及食宿招待，完成訓練的學生可以獲得主辦單位頒發結業證書。
夏令營是以軍隊的模式編制，分為一個營、若干排和若干班。各級單位附設相應的教官，如營長、排長、班長及副班長（由官兵擔任）。為了協助教官負責照顧及督導學生學習，每班都會有一名督導員（由成年的香港居民擔任；若督導員有事情需要離開軍營，則會安排其他人於其離開軍營時間替換補助）。夏令營主要包括7個項目，分別是㈠每天訓練、㈡開營禮及結業禮、㈢軍事訓練、㈣教育講座、㈤德育講座、㈥參觀學習、㈦課餘活動。

## 歷屆夏令營
| 年份   | 屆次   | 營期             | 營長   | 舉辦地點 | 參加人數 | 特別事項                   |
| ------ | ------ | ---------------- | ------ | -------- | -------- | -------------------------- |
| 2005年 | 首屆   | 7月19日至7月30日 | 朱佳春 | 新圍軍營 | 100      | 首次舉辦                   |
| 2006年 | 第二屆 | 7月19日至7月30日 | 朱佳春 | 新圍軍營 | 150      | 增加50個男學員學額         |
| 2007年 | 第三屆 | 7月15日至7月29日 | 朱佳春 | 新圍軍營 | 200      | 首次招收女學員，名額為50個 |
| 2008年 | 第四屆 | 7月13日至7月27日 | 朱佳春 | 新圍軍營 | 200      |                            |
| 2009年 | 第五屆 | 7月12日至7月26日 | 史謝華 | 新圍軍營 | 200      | 首次招收中六學生           |
| 2010年 | 第六屆 | 7月11日至7月25日 | 史謝華 | 新圍軍營 | 200      |                            |
| 2011年 | 第七屆 | 7月17日至7月31日 | 易鵬飛 | 新圍軍營 | 215      | 增加15個女學員名額         |

## 開營禮及結業禮
歷屆夏令營的開營禮和結業典禮都邀請了不同的政商界領袖出席，包括前中聯辦主任高祀仁、前外交部特派員公署特派員楊文昌、駐香港部隊前任司令員王繼堂和張仕波、駐香港部隊政治委員劉良凱、香港青少年軍事夏令營名譽主席董趙洪娉、行政長官夫人曾鮑笑薇、保安局局長李少光、全國政協副主席董建華、政制及內地事務局局長林瑞麟、外交部駐港特派員公署特派員呂新華、行政會議召集人梁振英、民政事務局局長曾德成、中央政策組首席顧問劉兆佳、前律政司司長梁愛詩、香港中文大學校長沈祖堯等。
開營和結業典禮通常會邀請駐港解放軍三軍儀仗隊及軍樂隊作出表演，亦會有官兵的軍體拳及射擊表演。為了向家長展示學員的成果，結業禮會特別安排學員表演隊列動作、軍體拳及大合唱等。

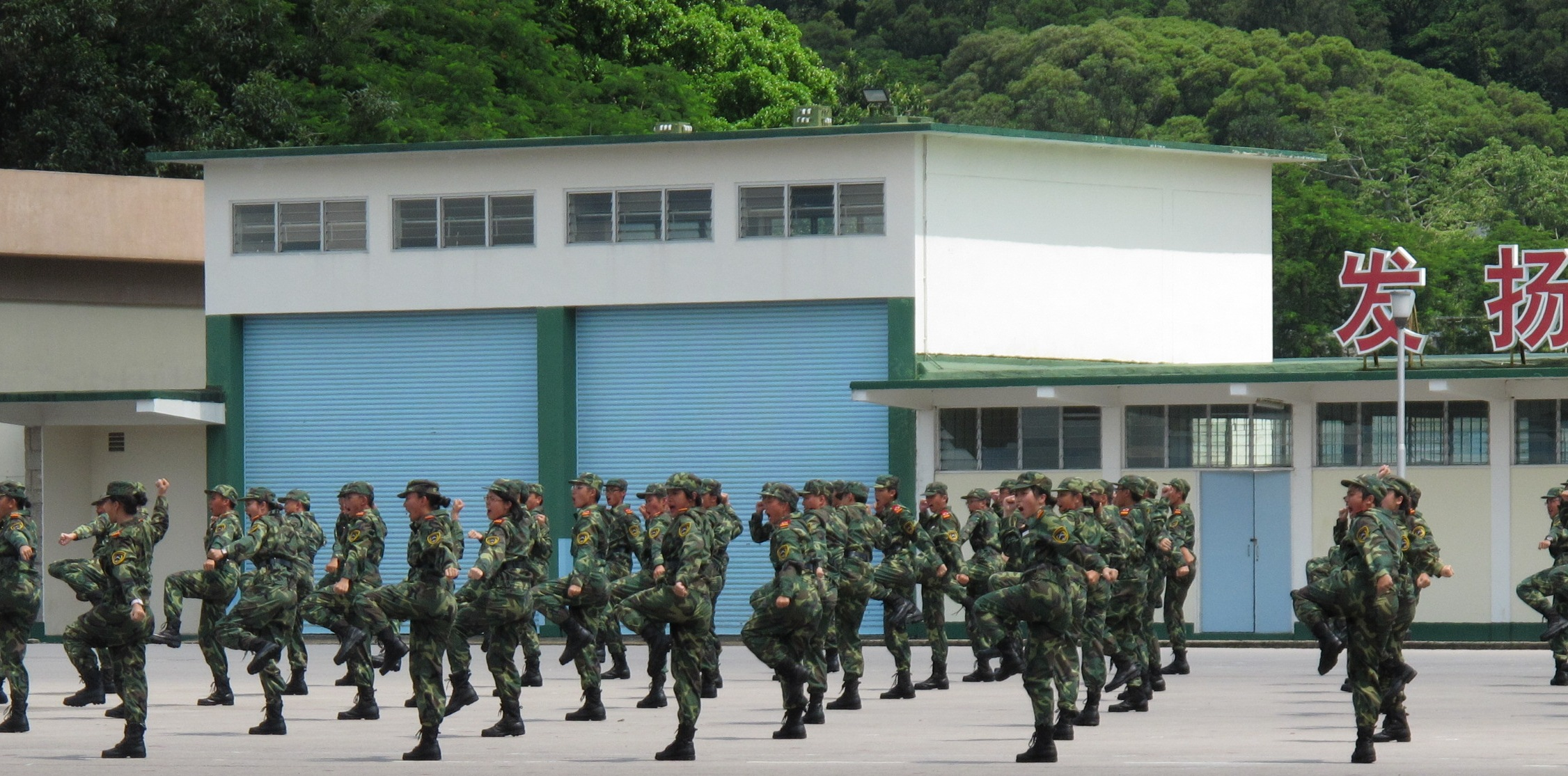
學員軍體拳表演

## 每天訓練
每天訓練主要是隊列動作及軍體拳。隊列動作包括敬禮、跨立（蹲下與起立）、立正、停止間轉法、佇列動作、齊步行進、立定及跑步行進等。
軍體拳包括16個動作，分別是弓步衝拳、穿喉彈踢、馬步橫打、內撥下勾、交錯側踹、外格橫勾、反擊勾踢、轉身別臂、虛步砍肋、彈襠頂肘、反彈側擊、弓步靠掌、上步砸肘、僕步撩襠、擋擊絆腿和擊腰鎖喉。
群力由董趙洪娉於一九九八年倡立，並於二〇〇五年起舉辦香港青少年軍事夏令營，由群力與解放軍駐港部隊和教育局合辦。參加者在十五天訓練中，會叫董趙洪娉做「董媽媽」、學唱軍歌壯膽，曾有學生參加後撰寫心聲，表示「不畏懼犧牲、將自己的生命交給黨。」(蘋果日報. 二零一五年一月十七日報道 （页面存档备份，存于）)

## 軍事
軍事訓練包括教授基本軍事知識、體能訓練、軍體拳、徒步行軍、隊列動作和自動步槍射擊。

## 德育講座

### 首屆
本屆共有三個德育講座。第一個講座的講者是突破機構總幹事梁永泰博士，講座主題為「包容、尊重、人與大自然的共容;民族的共容」。第二個講座的講者是香港中文大學客席教授丁新豹博士，講座主題為「刻苦、堅毅」。第三個講座的講者是前東江縱隊港九大隊陡員蔡松英，講座主題為「保衛國土」。

### 第二屆
本屆共有五個德育講座。第一個講座的講者突破機構榮譽總幹事蔡元雲，講座主題為「香港年青人興國家發展－機遇與挑戰」。第二個講座的講者是策略顧問葉松茂，講座主題為「青年創業與國家發展－機遇與挑戰」。第三個講座的講者是著名藝人鄭丹瑞，講座主題為「溝通與成全」。第四個講座的講者是香港大學美術博物館總監楊春棠，講座主題為「中華文化育英才」。第五個講座的講者是曾為東江縱隊港九大隊隊員的蔡松英，講座主題為「保家衛國展壯志」。

### 第三屆
本屆共有四個德育講座。第一個講座的講者協青社創辦人李文烈，講座主題為「我們需要英雄（We need heroes）」。第二個講座的講者突破機構榮譽總幹事蔡元雲，講座主題為「當中國走向世界 — 身份和裝備」。第三個講座的講者是廉政專員湯顯明專員。講座主題為「豐盛人生」。第四個講座的講者是前香港話劇團藝術總監毛俊輝，講座主題為「人人都有個夢」。

### 第四屆
本屆共有四個德育講座。第一個講座的講者突破機構榮譽總幹事蔡元雲，講座主題為「國民教育」。第二個講座的講者是前教育局常任秘書長羅范椒芬，講座主題為「積極人生觀」。第三個講座的講者是藝人鄭丹瑞，講座主題為「創意有心有力」。第四個講座的講者是兩位資深飛機師梁俊明和張忠耀，講座主題為「飛向夢想」。

### 第五屆
本屆共有四個德育講座。第一個講座的講者是香港民航及駐港部隊飛機師，講座主題為「專業的責任」。第二個講座的講者是突破機構榮譽總幹事蔡元雲，講座主題為「國民的責任」。第三個講座的講者是拔萃女書院校長劉靳麗娟及香港浸會大學前文學院院長黎翠珍教授，講座主題為「學校和老師的責任」和「個人的責任」。第四個講座的講者是電台名嘴麥潤壽，講座主題為「家庭的責任」。

### 第六屆
本屆共有五個德育講座。第一個講座的講者是香港中文大學校長沈祖堯，講座主題為「迎接挑戰」。第二個講座的講者是外交部駐港特派員公署副特派員詹永新，講座主題環繞中國外交。主要是介紹中國外交部結構，外交官的困難、外交歷史等等。第三個講座的講者是青山醫院高級精神科醫生曾繁光，講座主題為「21世紀青年人走向幸福的十小步」。第四個講座的講者是香港前首席單車運動員洪松蔭，講座主題為「運動改變生命」。第五個講座的講者是突破機構榮譽總幹事蔡元雲，講座主題為「家國情懷——交流與參與」。

### 第七屆
本屆共有四個德育講座。第一個講座的講者是香港大學校長徐立之，講座主題為「格物致知」。第二個講座的講者是恒生銀行副董事長兼行政總裁梁高美懿，講座主題為「領袖的秘笈」。第三個講座的講者是警務處處長鄧竟成，講座主題為「待人處事，人生ABC」。第四個講座的講者是突破機構榮譽總幹事蔡元雲，講座主題為「建家、建國——從心出發」。

## 參觀學習
歷屆軍事夏令營都會外出參觀多個駐港解放軍基地，包括中環軍營、石崗軍營和昂船洲海軍基地，到訪當中的軍史館、航空兵團以及駐港艦隊，並且乘坐軍艦出海到維多利亞港。

## 制服
在第七屆夏令營（2011年）之前，學員所穿著的軍裝為解放軍第一代制式迷彩服——87式陸軍迷彩服。礙於部隊於2008年轉用07式軍服，及87式迷彩服停產，第七屆學員除了迷彩服改為穿著由部隊設計的非制式點狀海洋迷彩服，而其他用品例如體能服、鞋、作戰靴和腰帶等則為07式軍服所用的制式用品。